# Heinie Manush
Henry Emmett Manush (Tuscumbia, Alabama, 20 de julio de 1901-Sarasota, Florida, 12 de mayo de 1971), más conocido como Heinie Manush, fue un jugador profesional estadounidense de béisbol que se desempeñó en la posición de jardinero izquierdo en las Grandes Ligas de Béisbol (MLB). Es miembro del Salón de la Fama del Béisbol.

## Carrera
Manush jugó como profesional cinco temporadas en Detroit Tigers (1923-1927), después pasó por varios equipos, St. Louis Browns (1928-1930), Washington Senators (1930-1935), Boston Red Sox (1936), Brooklyn Dodgers (1937-1938), y finalmente, se unió a Pittsburgh Pirates, donde jugó dos temporadas (1938-1939), y fue el equipo en el que se retiró.

## Reconocimiento
En 1964, ingresó como miembro al Salón de la Fama del Béisbol.